# Том и Айлин Лонерган

Том и Айлин Лонерганы

Томас Джозеф Лонерган (англ. Thomas Joseph Lonergan, род. 28 декабря 1964) и Айлин Кэссиди Хэйнс (англ. Eileen Cassidy Hains, род. 3 марта 1969) — супружеская пара из Батон-Ружа, Луизиана, США, которые пропали у Большого Барьерного рифа в Коралловом море 25 января 1998 года. Их тела так и не были найдены. На момент исчезновения Тому было 33 года, Айлин — 28 лет.
Случай с Лонерганами в итоге привёл к ужесточению правил безопасности в сферах туристического дайвинга Австралии.
Их исчезновение послужило основой сюжета вышедшего в 2003 году фильма «Открытое море».

## История
Том и Айлин познакомились в Университете штата Луизиана, где Айлин занималась подводным плаванием. 24 июня 1988 года они поженились в Джефферсоне в штате Техас. В течение трёх лет они, будучи членами Корпуса мира, проходили стажировку в Тувалу, после чего перебрались на Фиджи, откуда решили отправиться в кругосветный круиз, после которого собирались вернуться домой в середине марта 1999 года.
25 января 1998 года в австралийском городе Порт-Дуглас в штате Квинсленд они решили совершить поездку на 26-местном катере «Аутэр-Эдж» к Большому Барьерному рифу, где команда из пяти человек обещала устроить трёхкратное погружение на цепи мелководий около Рифа, которые располагались на расстоянии 40 миль от берега. По словам члена команды «Аутэр-Эдж» Карла Йесиеновски, Лонерганы отказались от сопровождения инструктора Кэтрин Траверсо, потому что их подводный стаж насчитывал к тому моменту уже 160 погружений, и поэтому пара ныряла самостоятельно. Около трёх часов дня Том и Айлин ушли в третье погружение на глубину 12 метров, когда катер остановился возле рифа Сэнт-Криспин. По словам того же Йесиеновски и шкипера Джеффри Йена Нэрна, после третьего погружения на катере был неверно проведён подсчёт вернувшихся ныряльщиков, чему послужил человеческий фактор: другую супружескую пару случайно посчитали два раза. Однако один из присутствовавших в этой поездке туристов Ричард Триггс из Кэрнса заявил следствию, что никакой переклички после третьего погружения вообще сделано не было.
На следующий день «Аутэр-Эдж» пришёл к рифу с новым туром, и один из водолазов нашёл на дне грузовой пояс от гидрокостюма. Не связав находку с вчерашним днём, команда решила, что его просто кто-то потерял.
Во вторник, 27 января, то есть спустя 48 часов после той поездки, команда случайно обнаружила на борту сумку, которая, судя по лежащим в ней документам, принадлежала Лонерганам. Команда обратилась в полицию, которая в свою очередь пришла в отель «Гон-Уолкэбаут» в Кэрнсе, где Лонерганы были зарегистрированы. Их номер был пуст. Только тогда стало ясно, что 25 января «Аутэр-Эдж» ушёл от Рифа, не досчитавшись двух пассажиров.

## Поиски
На следующий день на поиски пары были подняты 17 самолётов, два вертолёта и несколько частных лодок, которые прочёсывали радиус в три тысячи миль. На третий день полиция перенесла район поисков, так как, по их мнению, за это время течение могло унести Лонерганов далеко от места их погружения.
5 февраля 1998 года на крокодильем пляже в 120 километрах к северу от Порт-Дугласа был найден компенсатор плавучести с пометкой Тома Лонергана. Поскольку на нём не было следов укуса от крокодильих или акульих зубов, то поиски продолжались. Спустя несколько дней был найден ласт от гидрокостюма. Затем был найден капюшон от гидрокостюма с пометкой Айлин Лонерган, а на берегу в Северном Квинсленде — разорванный женский гидрокостюм, соответствующий её размеру одежды (позже экспертиза показала, что он порвался из-за кораллов, а не от столкновения с подводным хищником). 13 февраля на пляже в 180 километрах к северу от Куктауна был найден чёрный баллон для дайвинга, который предположительно принадлежал одному из Лонерганов. Ни одна из этих находок не имела повреждений, которые бы полностью доказывали, что Лонерганы погибли от столкновения с акулами.
14 февраля 1998 года поиски были прекращены.
Как долго Лонерганы были живы, стало ясно, когда спустя шесть месяцев в 100 милях к северу от Рифа рыбаки нашли дайверскую дощечку (предположительно Тома Лонергана), с помощью которых ныряльщики общаются под водой. На ней каракулями было написано:

Понедельник 26 января; 1998 8:00. Всем, кто может нам помочь: Мы были оставлены у Рифа Эйдженткурт 25 января 98 г. в 15:00. Пожалуйста, спасите нас, пришлите нам помощь прежде, чем мы умрём. Помогите!!!
Оригинальный текст (англ.)[Mo]nday Jan 26; 1998 08am. To anyone [who] can help us: We have been abandoned on A[gin]court Reef 25 Jan 98 3pm. Please help us [come] to rescue us before we die. Help!!!
10 октября 1998 года коронер Ноэль Нунэн официально заявил, что если Лонерганы не были убиты акулами, то они, скорее всего, потеряли рассудок из-за жаркого тропического солнца и обезвоживания, в результате чего добровольно расстались с громоздким снаряжением, которое было единственным, что не давало им утонуть. Время их смерти датировалось, по его мнению, в период с 8 часов утра 26 января до 2 февраля.

## Сомнения
Поскольку тела Лонерганов так никогда и не были найдены, в прессе появилось несколько гипотез, которые в основном сводились к тому, что Лонерганы вовсе не пропали, а фальсифицировали своё исчезновение. Появилось множество свидетельских показаний о появлении мужчины и женщины, похожих на Тома и Айлин, которых в период поисков видели в различных местах Квинсленда. Однако банковские счета Лонерганов никогда не затрагивались, а номера страховых полисов нигде не предъявлялись.
Была высказана теория, что пара в конечном итоге совершила суицид, или, вернее, суицид с убийством (один убил другого, после чего покончил с собой). Эта теория родилась за счёт опубликованных в газетах выдержек из дневников пары. Согласно приведённым записям Тома Лонергана, он искал «быструю и спокойную смерть» якобы из-за их неудавшейся, по его мнению, стажировки в Корпусе Мира. Записи Айлин показывали, что она была очень обеспокоена своим благополучием, так как знала о «желании Тома умереть», но всё равно хотела оставаться с ним, что бы ни случилось. Однако семьи пары полностью раскритиковали эту теорию, потому что выяснилось, что записи были изъяты из контекста. Коронер Ноэль Нунэн и полиция Порт-Дугласа подтвердили, что в прессе были напечатаны только те записи, которые могли бы укрепить теорию о самоубийстве Лонерганов. В действительности же, по свидетельским показаниям тех, кто общался с Лонерганами до их поездки к Рифу, у пары не наблюдалось никаких намёков на то, что у них в жизни были какие-то серьёзные проблемы.
Поскольку Ноэль Нунэн отклонил версию об исчезновении, он 8 ноября 1999 года обвинил Джеффри Нэрна в непредумышленном убийстве, однако тот был оправдан из-за того, что, по словам отца Айлин Джона Хэйнса, его адвокат на суде привёл те самые опубликованные записи из дневников, которые распространяли версию о самоубийстве. Однако Нэрну всё равно пришлось через какое-то время расстаться со своим бизнесом из-за того, что вокруг него уже сложилась отрицательная гласность. Команда «Аутэр-Эдж» была обвинена гражданским судом Квинсленда в небрежности и отделалась штрафом.
3 марта 2006 года местный житель Джимми Фелан, прогуливаясь по деревне Альва-Бич в национальном парке Боулинг Грин Бэй в 280 километрах к юго-востоку от Кэрнса, нашёл на побережье ласт, на котором была нечёткая надпись «Lonergan». Он сдал находку в полицию, но нет никаких подтверждений, что это был ласт от одного из гидрокостюмов Лонерганов.

## Аналогичные случаи
В 2008 году другая пара дайверов, Ричард Нили и Эллисон Далтон, продрейфовала вблизи Большого Барьерного рифа 19 часов, прежде чем их нашли. Очень многие СМИ, описывая этот случай, вспоминали историю с Лонерганами.

## В искусстве
На основе истории исчезновения Лонерганов в 2004 году был выпущен фильм «Открытое море», сюжет которого повествует об аналогичном инциденте, когда супружескую пару оставили посреди океана. Имена пары были заменены на Дэниел и Сьюзан.